# 克拉克湖岸 (佛罗里达州)
克拉克湖岸（英語：Lake Clarke Shores），是美国佛罗里达州下属的一座城镇。建立于1957年。面积约 为2.7平方公里（约合1.1平方英里）。根据2010年美国人口普查，该市有人口3,376人。论人口在本州排行第 240。